# U-773
U-773 – niemiecki okręt podwodny (U-Boot) typu VII C z okresu II wojny światowej. Okręt wszedł do służby w 1944 roku.

## Historia
Wcielony do 31. Flotylli U-Bootów celem szkolenia załogi, od sierpnia 1944 roku kolejno w 1. i 11. Flotylli jako jednostka bojowa.
Odbył trzy patrole bojowe, podczas których nie zatopił żadnej jednostki przeciwnika. Od połowy października 1944 roku (podobnie jak U-722) wykonywał zadanie, polegające na dostarczeniu z Norwegii broni i amunicja dla garnizonu broniącego Saint-Nazaire.
Poddany 9 maja 1945 roku w Trondheim (Norwegia), przebazowany do Loch Ryan (Szkocja). Zatopiony 8 grudnia 1945 roku podczas operacji Deadlight.